# Canaries
Canaries är en ort i Saint Lucia. Den ligger i kvarteret Anse-la-Raye, i den västra delen av landet vid havet. Canaries ligger 12 meter över havet och antalet invånare är 1 862. Den ligger på ön Saint Lucia.
Terrängen runt Canaries är kuperad åt sydost, men västerut är den platt. Havet är nära Canaries åt nordväst.